# Ivana Brádková
Ivana Brádková (provdaná Vohlídalová; 27. února 1965 Slaný – 24. května 2021 Praha) byla česká scénografka, kostýmní výtvarnice, kurátorka a architektka výstav a vysokoškolská pedagožka.

## Život
Vystudovala obor scénografe na pražské DAMU a už během studia spolupracovala s profesionálními režiséry Ivanem Rajmontem, Jiřím Fréharem nebo Petrem Kolihou. Studium ukončila roku 1988 a v následujících letech působila jako výtvarník kostýmů na volné noze. Roku 1997 se vrátila na Divadelní fakultu AMU jako pedagog a do roku 2016 vyučovala kostým a masku na magisterském stupni studia. Roku 2005 se habilitovala a získala titul docent. V roce 2012 iniciovala spolu s Terezií Zemánkovou a Nadiou Rovderovou založení spolku ArtLib.
Zemřela 24. května 2021 ve věku 56 let.

## Dílo
Ivana Brádková navrhovala scény a kostýmy pro film, divadlo a televizi. Od roku 1994 se podílela na přibližně osmdesáti inscenacích v televizi a má na svém kontě už stovky kostýmních výprav, scénografií a výpravy v divadlech po celé republice i v zahraničí (Tetr Ludowy v Krakově).
Spolupracovala s divadly: Viola, Divadlo pod Palmovkou, Divadlo Kalich, Městská divadla pražská, Divadlo v Řeznické, Divadlo Na Jezerce, Divadlo U Valšů, Klicperovo divadlo Hradec Králové, Švandovo divadlo, Divadlo J. K. Tyla Plzeň, Divadlo na Vinohradech, Divadlo Na Fidlovačce, Národní divadlo, Divadlo Ungelt, Divadlo Petra Bezruče, Národní divadlo moravskoslezské, Městské divadlo Kladno, Horácké divadlo Jihlava, Dejvické divadlo, Divadlo Broadway, Vršovické divadlo MANA, Východočeské divadlo Pardubice, Městské divadlo Mladá Boleslav, Městské divadlo v Mostě.
Její výtvarné návrhy kostýmů pro film zahrnují desítky až stovky postav. Oproti kostýmní tvorbě nebo výpravě pro divadla má práce pro film a televizi jistá specifika a pro některé záběry kamery je třeba věnovat péči i nejmenším detailům. Dodatečné úpravy nejsou možné a výslednou podobu díla má výtvarník poprvé možnost vidět až ve střižně a poté v televizi nebo na plátně kin.
Ve spolku ABCD jehož byla spoluzakladatelkou a místopředsedkyní, působila jako kurátorka a architektka výstav art brut v České republice i v zahraničí. Spolupracovala s Galerií hlavního města Prahy, s Museem Montanelli, s Centrem současného umění DOX, kde připravila např. výstavy Art Brut live (2015) a Petr Sís: O létání a jiných snech (2019-2020), nebo s Artinbox gallery. Jako architektka připravila retrospektivní výstavu Anny Zemánkové v Collection de l'Art Brut v Lausanne (2017). Jako kurátorka Galerie Vrstvy paměti spolupracovala na činnosti Památníku Šoa na nádraží Bubny.

### Návrhy filmových kostýmů (výběr)
- 1992 – Mojžíš (TV divadelní představení)
- 1993 – Panelák (TV film)
- 1994 – Saturnin (film a TV minisérie)
- 1995 – Hra se smrtí (TV film)
- 1996 – Ceremoniář
- 1997 – Trampoty pana Humbla (TV inscenace)
- 1998 – O zámku v podzemí (TV inscenace),
- 1998 – Kámen a poznání – 650 anni Universitatis Carolinae
- 1999 – Mořská brána (TV inscenace)
- 2000 – Dopisy v krajkách (TV film)
- 2000 – O zlém snu (TV film)
- 2001 – Kruh, Zlatá princezna (TV film)
- 2001 – Chytit vítr (TV film)
- 2001 – Den dobrých skutků (TV film)
- 2001 – Ani svatí, ani andělé (TV film)
- 2002 – Pekelná maturita (TV film)
- 2002 – Takový slušný člověk (TV film)
- 2003 – Malovaný děti (TV film)
- 2003 – Tajemný svícen (TV inscenace)
- 2003 – Drátařík a hruška moudrosti (TV inscenace)
- 2004 – Milenci a vrazi, Vánoční panenka (TV film)
- 2004 – Prsten krále řeky (TV film)
- 2004 – Modrý Mauritius (TV film)
- 2004 – Hop nebo trop (TV seriál)
- 2005 – Voděnka (TV film)
- 2005 – Vítězství (TV film)
- 2005 – Kočičí princezna (TV inscenace)
- 2006 – Zastřený hlas (TV film)
- 2006 – Boží pole s.r.o. (TV film)
- 2006 – Takový žertík (TV divadelní představení)
- 2006 – Až kohout snese vejce (TV inscenace)
- 2007 – Crash road (též výtvarník, autor titulků)
- 2007 – Swingtime (TV film)
- 2008 – Nemocnice na kraji města – nové osudy (TV seriál)
- 2008 – Hospoda U bílé kočky (TV film)
- 2009 – Herbert v ringu (TV film)
- 2009 – Svědomí Denisy Klánové (TV film)
- 2009 – Tajemství dešťového pokladu (TV film)
- 2011 – Vesnice roku, Čapkovy kapsy (TV seriál)
- 2011 – Sama v čase normálnosti (TV film)
- 2012 – Vánoční hvězda (TV film)
- 2012 – Cizinec a krásná paní (TV film)
- 2013 – Kovář z Podlesí
- 2015 – Správnej dres (TV film)
- 2015 – Místo zločinu Plzeň (TV seriál)
- 2015 – Pět mrtvých psů (TV minisérie)
- 2017 – Monstrum (TV film)
- 2018 – Skautská pošta (TV cyklus)
- 2019 – Případ dvou sester (TV film)
- 2019 – Živé terče (TV minisérie)
- 2019 – Jak si nepodělat život (TV minisérie)
- 2020 – Past (TV film)

### Filmový architekt
- 1994 – Písničkáři k volbám aneb Boj o hlasy voličů (TV cyklus)

### Kurátor a architekt výstav (výběr)
- 2006 Art brut: sbírka abcd, Dům U Kamenného zvonu, GHMP Praha
- 2009 Prinzhornova sbírka, Dům U Kamenného zvonu, GHMP Praha
- 2010/2011 Josef Hofer – art brut, Rakouské kulturní fórum v Praze, Justyna Matysiak - art brut, Polský kulturní institut v Praze
- 2011 Art brut: Anatomia Metamorphosis, Museum Montanelli, Praha
- 2012 Karel Havlíček: Gigantomachie / Outsider art - sbírka Pavla Konečného, Museum Montanelli (MuMo), Praha[7]
- 2012 Adolf Wolffli – Stvořitel Universa, Dům u kamenného zvonu, GHMP Praha
- 2013/2014 Japonské art brut, Museum Montanelli, Praha
- 2015 Art Brut Live: Fotografie / Photography Mario Del Curto, DOX Praha
- 2015 Art Brut Live: Sbírka abcd / abcd collection, DOX Praha
- 2015/2016 Rozcestníky / Crossroads, Museum Montanelli (MuMo), Praha
- 2017/2018 Viva Luboš Plný!, DOX Praha
- 2017 Anna Zemánková, Collection de l´Art Brut v Lausanne[8]
- 2017 Edgewalkers and Worldbuilders: New Artists at Cavin-Morris Gallery, New York
- 2019/2020 Petr Sís: O létání a jiných snech, DOX Praha